# Lichmeres aztecus
Lichmeres aztecus là một loài tò vò trong họ Ichneumonidae.